# Dicentria limosoides
Dicentria limosoides är en fjärilsart som beskrevs av William Schaus 1911. Dicentria limosoides ingår i släktet Dicentria och familjen tandspinnare. Inga underarter finns listade i Catalogue of Life.